# Ed Begley
Edward James Begley (ur. 25 marca 1901 w Hartford, zm. 28 kwietnia 1970 w Los Angeles) – amerykański aktor, laureat Oscara za rolę drugoplanową w filmie Słodki ptak młodości. Znany szczególnie jako przysięgły nr 10 w filmie Dwunastu gniewnych ludzi z 1957. Występował w serialu Prawo Burke’a (1963–1965).

## Filmografia
- 1947: Bumerang
- 1957: Dwunastu gniewnych ludzi
- 1968: Powieście go wysoko

## Nagrody
- Nagroda Akademii Filmowej 1963: Słodki ptak młodości (Najlepszy Aktor Drugoplanowy)